# Fremantle
Fremantle es una ciudad australiana ubicada en la costa del estado de Australia Occidental, a 19 km de Perth, capital y ciudad más grande del estado. Fue oficialmente declarada ciudad en 1929 y cuenta una población de 26.582 habitantes.
La ciudad lleva el nombre de un capitán: Charles Fremantle.

## Clima
| Parámetros climáticos promedio de Fremantle | Parámetros climáticos promedio de Fremantle | Parámetros climáticos promedio de Fremantle | Parámetros climáticos promedio de Fremantle | Parámetros climáticos promedio de Fremantle | Parámetros climáticos promedio de Fremantle | Parámetros climáticos promedio de Fremantle | Parámetros climáticos promedio de Fremantle | Parámetros climáticos promedio de Fremantle | Parámetros climáticos promedio de Fremantle | Parámetros climáticos promedio de Fremantle | Parámetros climáticos promedio de Fremantle | Parámetros climáticos promedio de Fremantle | Parámetros climáticos promedio de Fremantle |
| Mes                                         | Ene.                                        | Feb.                                        | Mar.                                        | Abr.                                        | May.                                        | Jun.                                        | Jul.                                        | Ago.                                        | Sep.                                        | Oct.                                        | Nov.                                        | Dic.                                        | Anual                                       |
| ------------------------------------------- | ------------------------------------------- | ------------------------------------------- | ------------------------------------------- | ------------------------------------------- | ------------------------------------------- | ------------------------------------------- | ------------------------------------------- | ------------------------------------------- | ------------------------------------------- | ------------------------------------------- | ------------------------------------------- | ------------------------------------------- | ------------------------------------------- |
| Temp. máx. abs. (°C)                        | 42.4                                        | 41                                          | 39.4                                        | 35.8                                        | 28.3                                        | 26.3                                        | 25.5                                        | 26                                          | 26.8                                        | 36.3                                        | 39                                          | 40                                          | 42.4                                        |
| Temp. máx. media (°C)                       | 27.3                                        | 27.9                                        | 26.4                                        | 23.6                                        | 20.3                                        | 18.1                                        | 17.1                                        | 17.3                                        | 18.5                                        | 20.1                                        | 23                                          | 25.4                                        | 22.1                                        |
| Temp. media (°C)                            | 21                                          | 20                                          | 21                                          | 17                                          | 15                                          | 13                                          | 13                                          | 15                                          | 17                                          | 19                                          | 21                                          | 23                                          | 17.9                                        |
| Temp. mín. media (°C)                       | 17.8                                        | 18.1                                        | 17                                          | 14.9                                        | 12.7                                        | 11.1                                        | 10                                          | 10.2                                        | 11                                          | 12.3                                        | 14.5                                        | 16.5                                        | 13.8                                        |
| Temp. mín. abs. (°C)                        | 11.7                                        | 10.2                                        | 7.4                                         | 5.1                                         | 5.1                                         | 4                                           | 3                                           | 3.1                                         | 2.2                                         | 5.1                                         | 6.7                                         | 9.4                                         | 2.2                                         |
| Precipitación total (mm)                    | 6.3                                         | 11.3                                        | 16.3                                        | 41.3                                        | 112.8                                       | 165.5                                       | 156.2                                       | 117.7                                       | 69.2                                        | 42.2                                        | 18.2                                        | 11.4                                        | 764.6                                       |
| Días de precipitaciones (≥ 0.2 mm)          | 2.6                                         | 2.6                                         | 4.2                                         | 7.8                                         | 14.1                                        | 17.8                                        | 19.3                                        | 17.4                                        | 14.4                                        | 10.9                                        | 6.8                                         | 3.9                                         | 121.8                                       |
| Humedad relativa (%)                        | 57                                          | 55                                          | 57                                          | 59                                          | 62                                          | 64                                          | 66                                          | 63                                          | 62                                          | 62                                          | 59                                          | 60                                          | 61                                          |
| Fuente: Bureau of Meteorology               |                                             |                                             |                                             |                                             |                                             |                                             |                                             |                                             |                                             |                                             |                                             |                                             |                                             |

## Curiosidades
Esta ciudad se caracteriza por estar enterrado en ella el famoso cantante de rock Bon Scott.
Aquí se grabó la película Thunderstruck, que cuenta la historia de cómo unos fanes de la banda de rock australiana AC/DC peregrinan a Fremantle para ir a ver la tumba de Bon Scott.
Aquí destacan los lugares que Bon Scott frecuentaba solo y con su banda, como el bar favorito de Bon, "Little Creatures", o la cárcel donde estuvo encerrado antes de ir a un centro de menores.